# Hřensko
Hřensko (německy Herrnskretschen) je obec v okrese Děčín v Ústeckém kraji, která je vstupní branou do Národního parku České Švýcarsko. Obec na dolním toku Kamenice se zcela soustředí na cestovní ruch. S nadmořskou výškou 115 metrů je nejníže položenou obcí České republiky. Žije v ní 256 obyvatel. Mezi turisty je oblíbený kaňon Labe, z něhož vstupuje mezi skály neméně krásné údolí vinoucí se podél řeky Kamenice. Značná část obce se rozkládá v tomto údolí, které je z obou stran obklopeno vysokou hradbou skalních stěn. Díky nízkým teplotám mezi skalami se zde daří horským rostlinám, což je při nízké nadmořské výšce Hřenska raritou. Nachází se zde silniční hraniční přechod Hřensko–Schmilka.
Sousedními obcemi sídla jsou Janov, Labská Stráň, Jetřichovice, Arnoltice, Ludvíkovice, Děčín, Růžová, Reinhardtsdorf-Schöna, Bad Schandau a Sebnitz.

## Historie
První písemná zmínka o Hřensku pochází z 1488, kdy zde stála krčma (Horniss Kretzmar) sloužící vorařům, od 16. století se zde začali usídlovat další obyvatelé. Obživu jim zajišťovala těžba a plavení dřeva, vznikaly zde sklady zboží a rozrůstaly se krčmy. Za panování hrabat Clary-Aldringenů došlo k prudkému rozvoji turistiky, byl zde založen jeden z prvních Horských spolků v Česku.
Zdejší překladiště dřeva (něm. Herrnskretschen) splaveného po řece Kamenice dalo vzniknout i českému názvu Hřensko.

## Podnebí
Klima je obvykle teplé a mírné. V Köppenově-Geigerově klimatické klasifikaci patří do oblasti Cfb. Průměrná teplota činí 8,1 °C. Průměrný roční úhrn srážek dosahuje 569 milimetrů.V roce 2022 Hřensko zasáhly lesní požáry.

## Obyvatelstvo
Při sčítání lidu v roce 1921 ve vsi žilo 579 obyvatel (z toho 293 mužů), z nichž bylo devatenáct Čechoslováků, 540 Němců a dvacet cizinců. Kromě 31 evangelíků a jednoho člena nezjišťovaných církví byli římskými katolíky. Podle sčítání lidu z roku 1930 měla vesnice 575 obyvatel: třináct Čechoslováků, 534 Němců a 28 cizinců. Převažovali římští katolíci (535 osob), ale kromě nich ve vsi bylo 28 evangelíků, jeden člen církve československé, tři židé, pět příslušníků nezjišťovaných církví a tři lidé bez vyznání.
|           | 1869 | 1880 | 1890 | 1900 | 1910 | 1921 | 1930 | 1950 | 1961 | 1970 | 1980 | 1991 | 2001 | 2011 |
| --------- | ---- | ---- | ---- | ---- | ---- | ---- | ---- | ---- | ---- | ---- | ---- | ---- | ---- | ---- |
| Obyvatelé | 658  | 698  | 698  | 704  | 741  | 579  | 575  | 201  | 186  | 206  | 223  | 165  | 202  | 222  |
| Domy      | 93   | 107  | 107  | 113  | 120  | 122  | 128  | 129  | 48   | 49   | 50   | 41   | 48   | 56   |

## Části obce
- Hřensko
- Mezná a rekreační osada Mezní Louka

## Pamětihodnosti
- Stará plynárna
- Kostel svatého Jana Nepomuckého
- Národní přírodní rezervace Kaňon Labe
- Malá Pravčická brána
- Malý Pravčický kužel
- Křídelní stěna
- Sokolí hnízdo
- Claryho kaple na zaniklém hřbitově při cestě do Janova

Hřensko je výchozím místem pro výlety na Pravčickou bránu, největší přírodní skalní most v Evropě a do soutěsek řeky Kamenice, kde je možné absolvovat projížďku na lodičkách s výkladem převozníka. Tyto turistické atrakce spojuje naučná stezka.

## Doprava
Obcí prochází silnice I/62 (Ústí nad Labem – Děčín – Hřensko – Hřensko státní hranice). Do obce zajíždějí pravidelně spoje z Děčína, které dále pokračují až do části Mezná. Nejbližší železniční trať se nachází na Německé straně, železniční zastávka Schöna, která leží na železniční trati Děčín – Dresden-Neustadt. Obec má proto dobré spojení s Děčínem, Bad Schandau a celým zbytkem Německa.
V provozu jsou zde přívoz z německé strany od železniční zastávky Schöna a přívoz Dolní Žleb spojující Hřensko s Dolním Žlebem, který převáží také automobily. Oba přívozy jsou v provozu celoročně. V provozu je také linka z Ústí nad Labem do Bad Schandau.

## Rodáci
- Ignaz Clar (1829–1905), rakouský a český podnikatel německé národnosti
- Armin Bodechtel (1897–1965), německý architekt a politik
- Erich Clar (1902–1987), německočeský chemik
- Johannes Dinnebier (* 1927), německý světelný designér

## Galerie

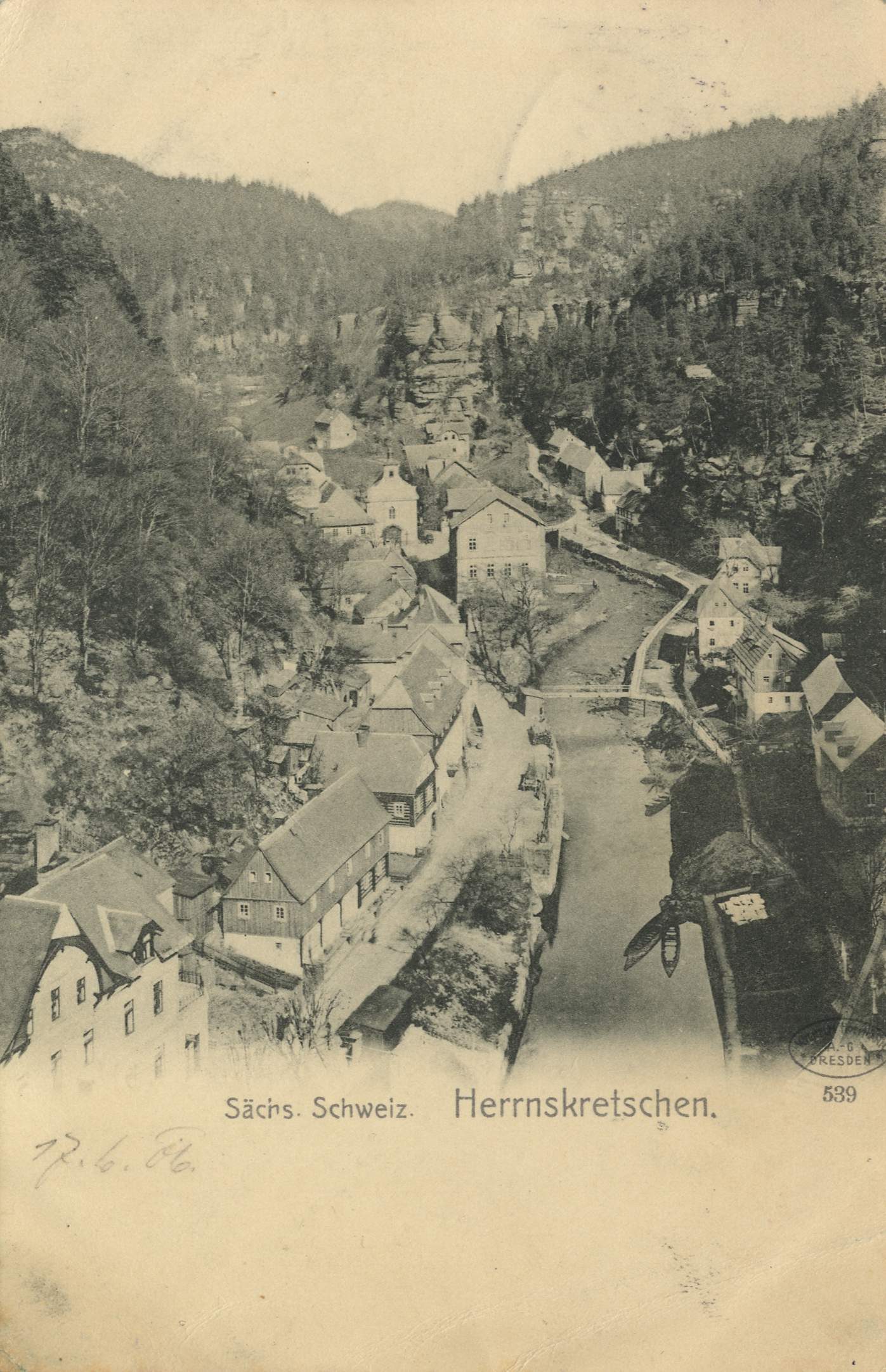
pohled z Labské vyhlídky, počátek 20. stol.
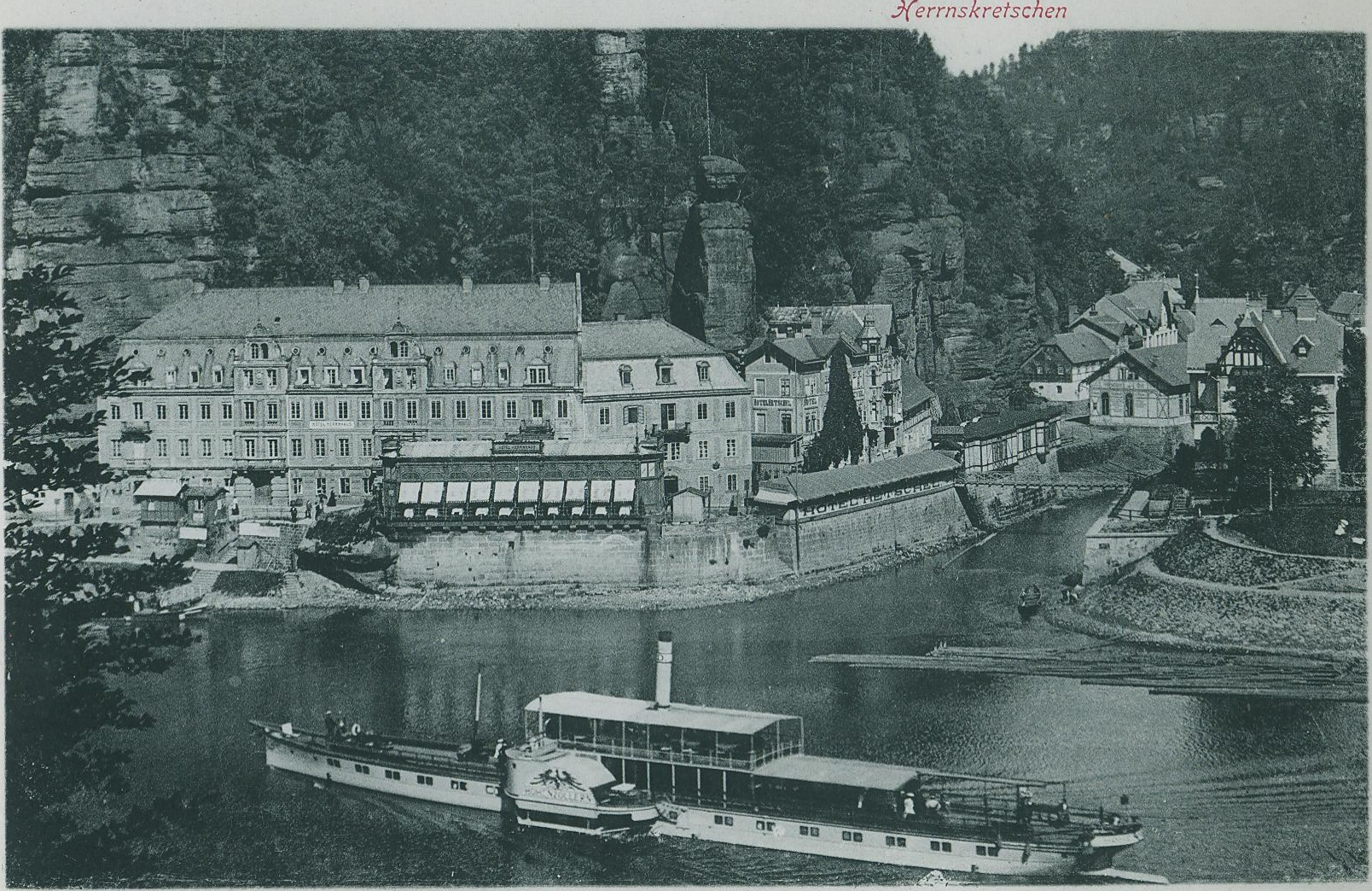
západní okraj, pohlednice z počátku 20. stol.
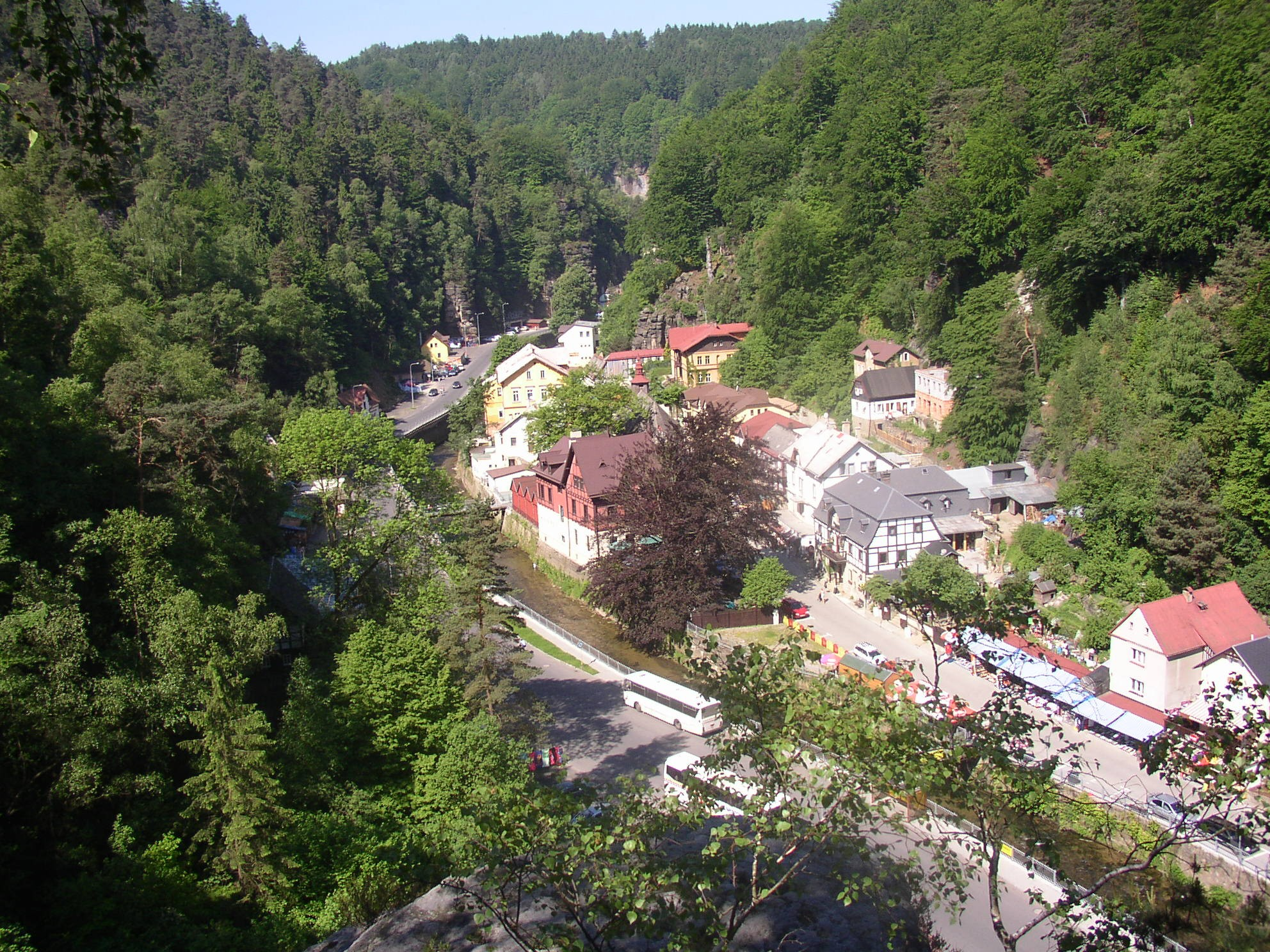
pohled z Janovské vyhlídky
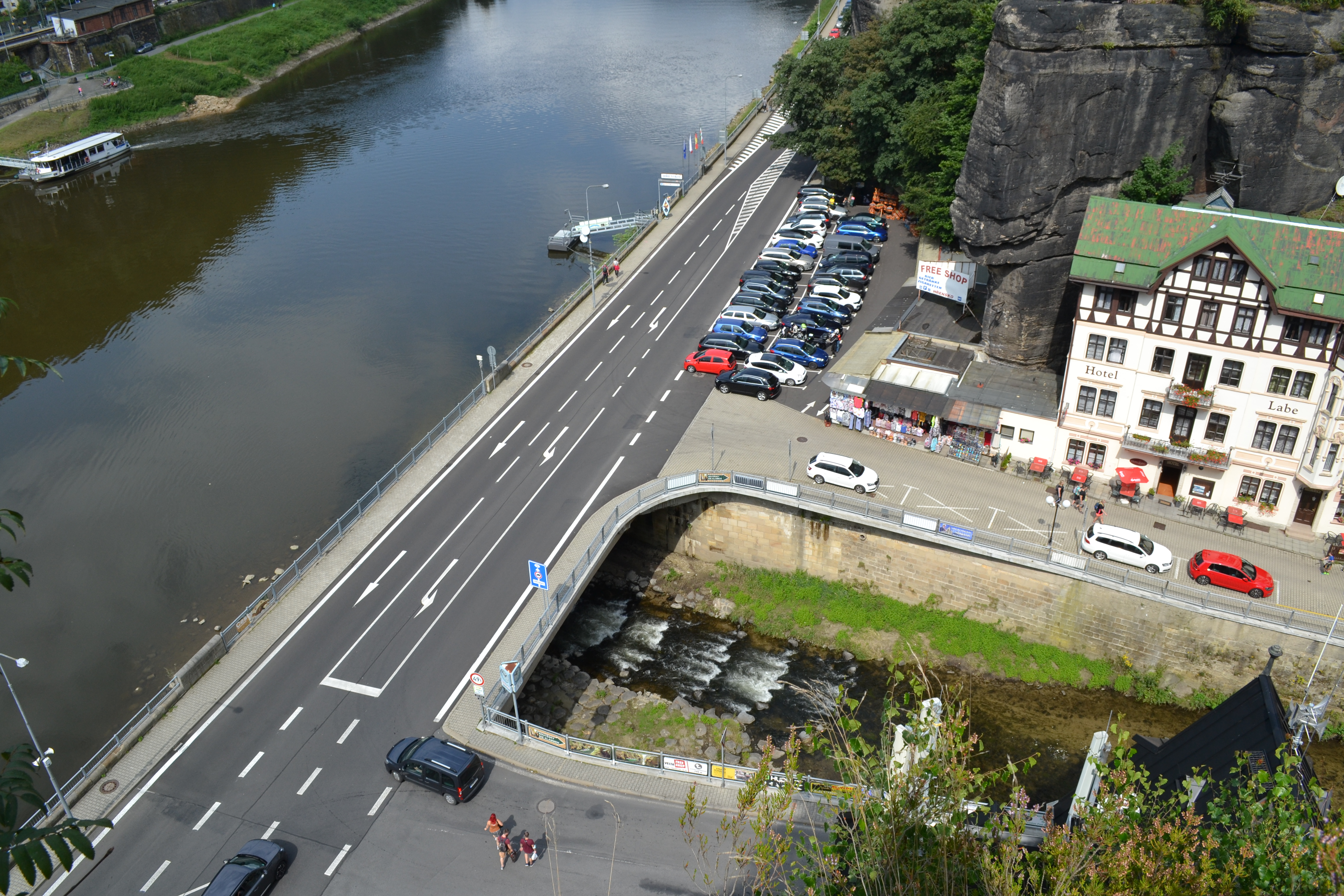
soutok Kamenice a Labe, pohled z Labské vyhlídky
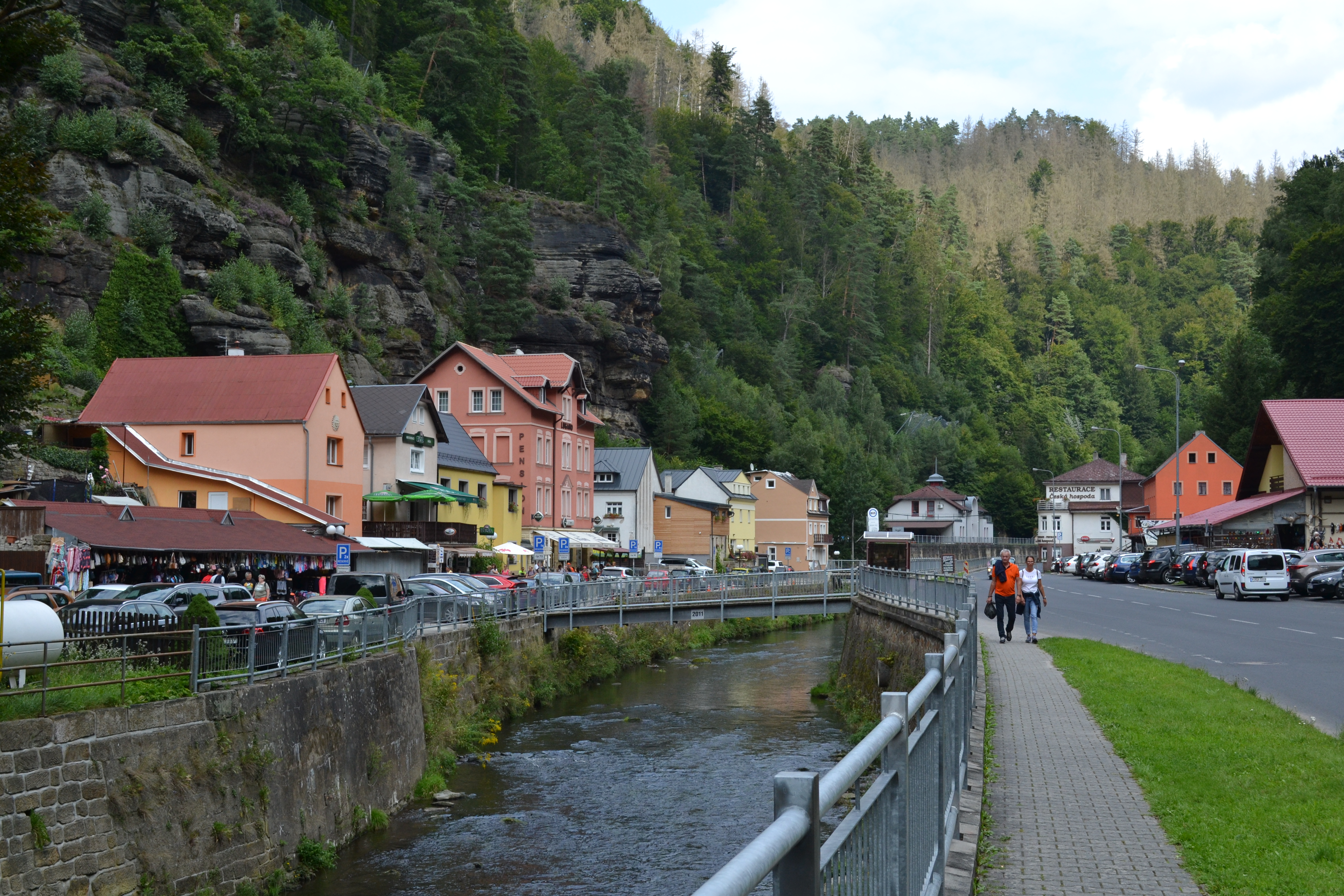
centrum
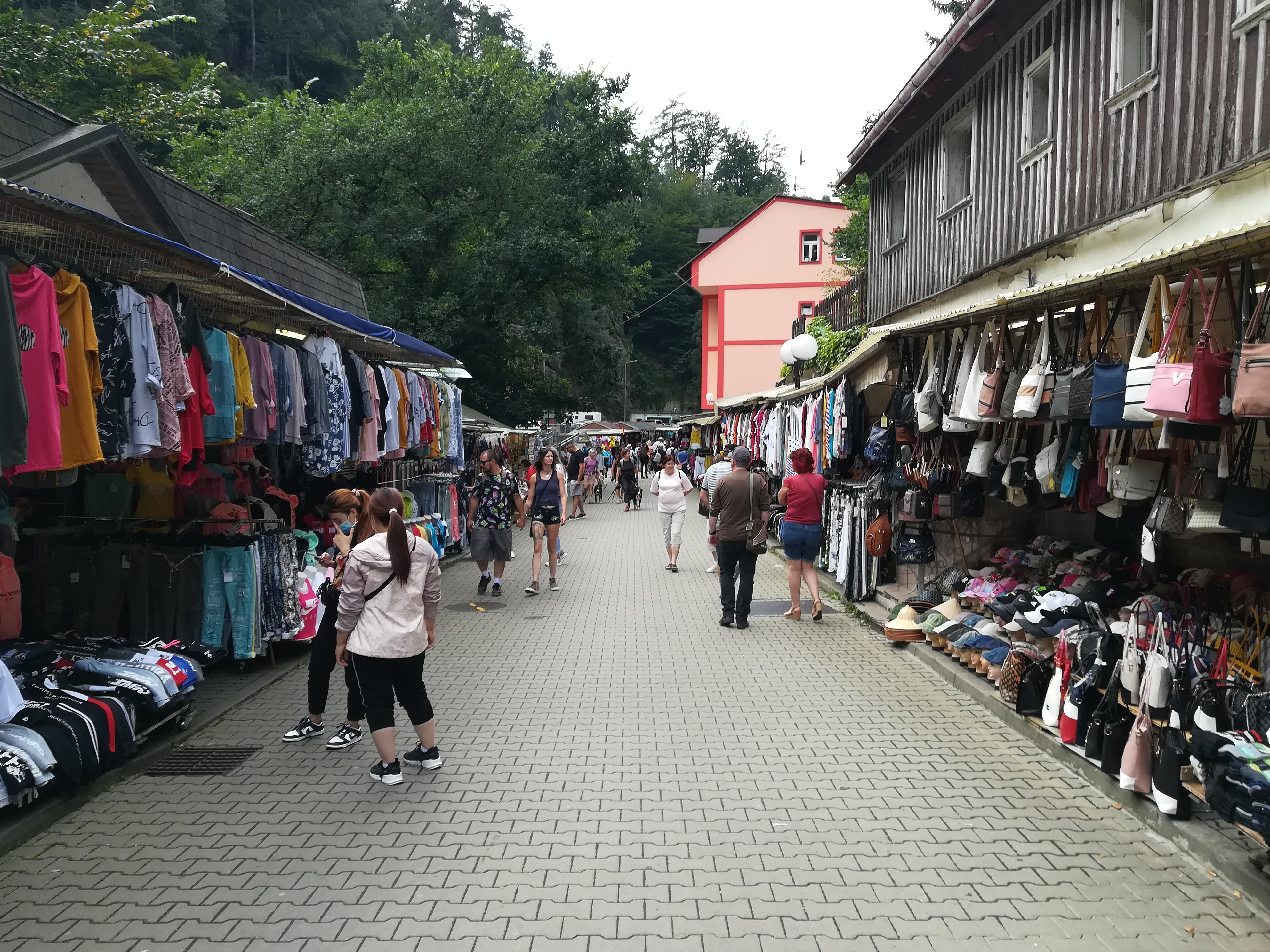
tržnice
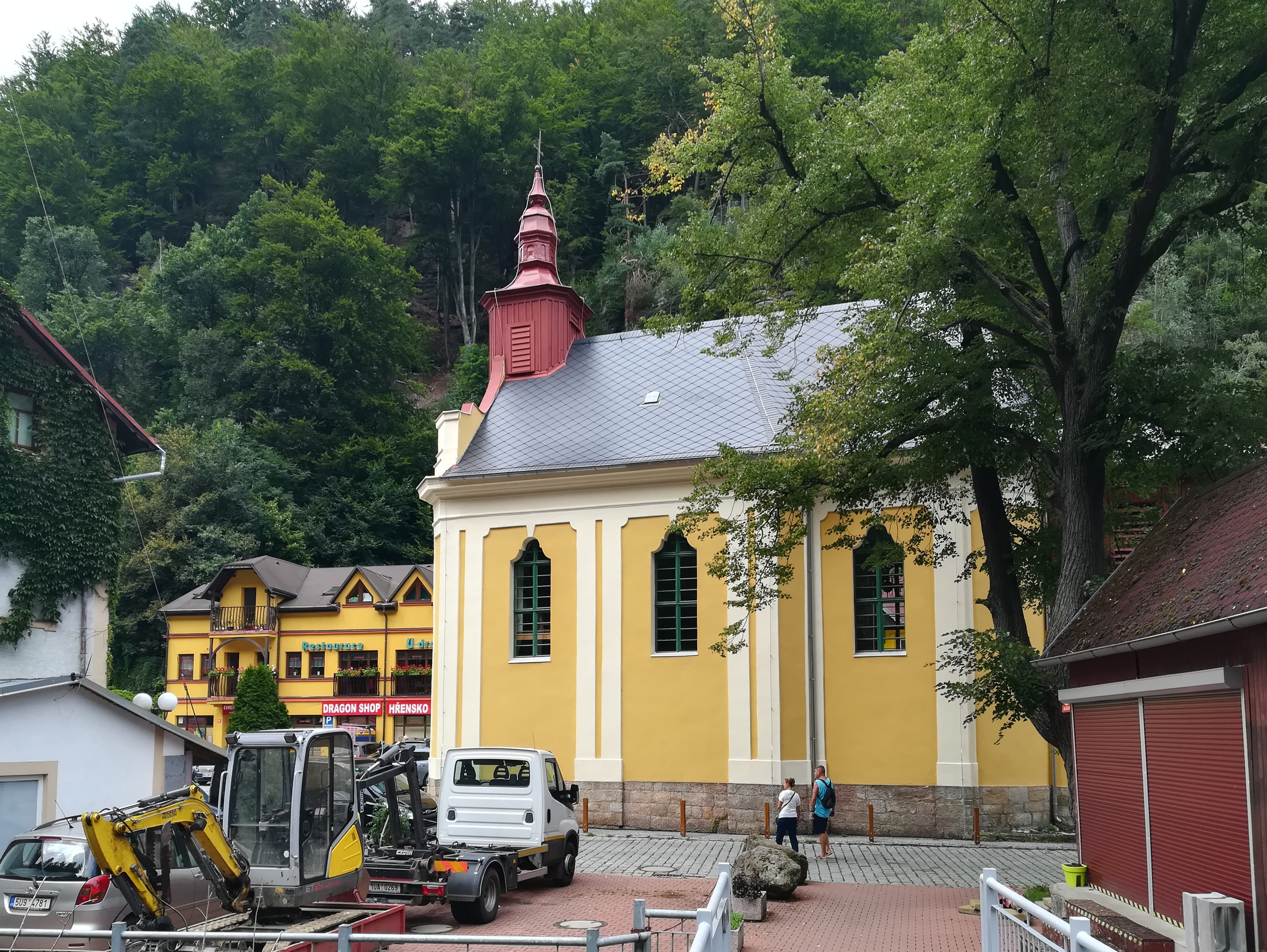
kostel svatého Jana Nepomuckého
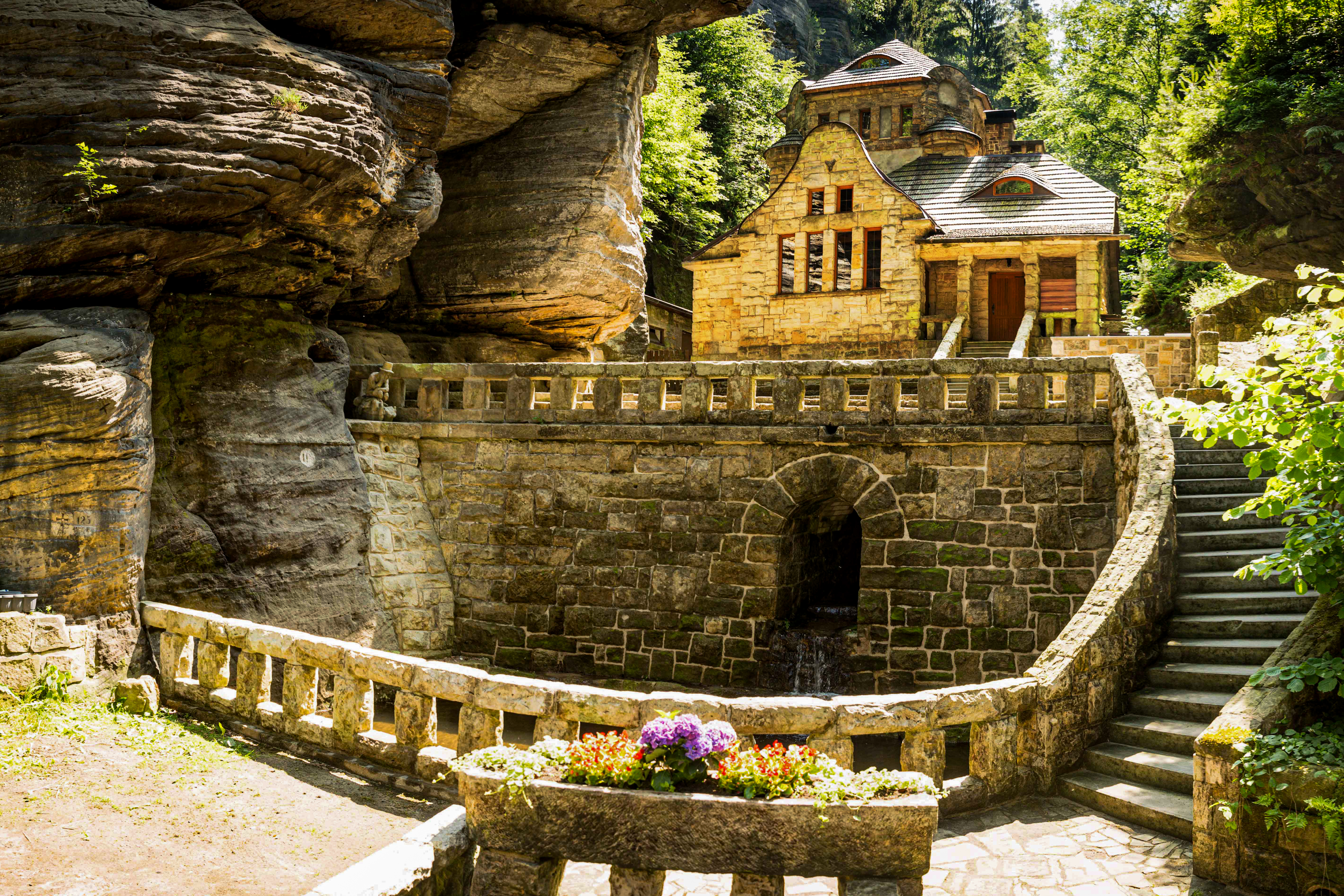
bývalá plynárna
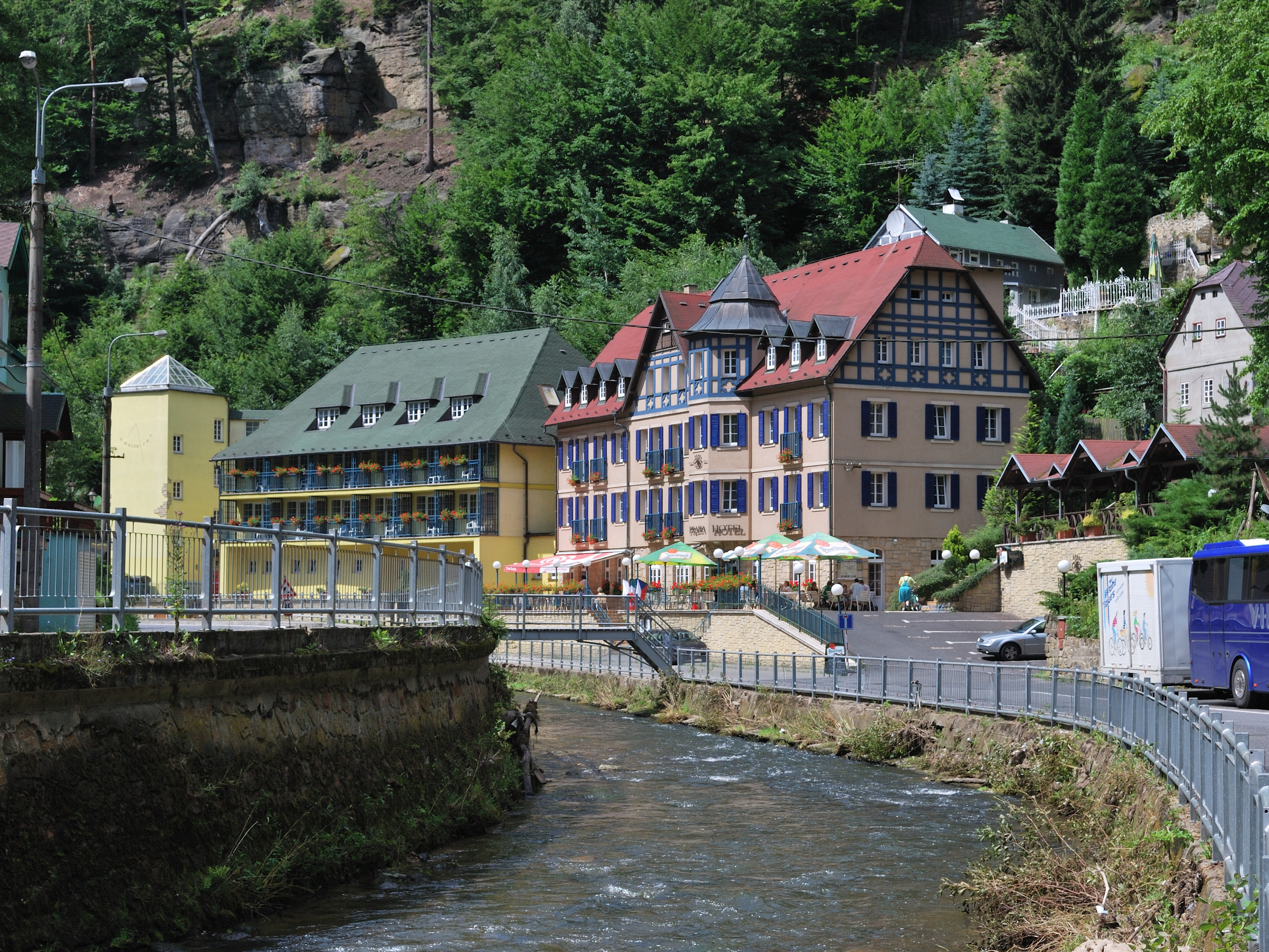
hotel Praha
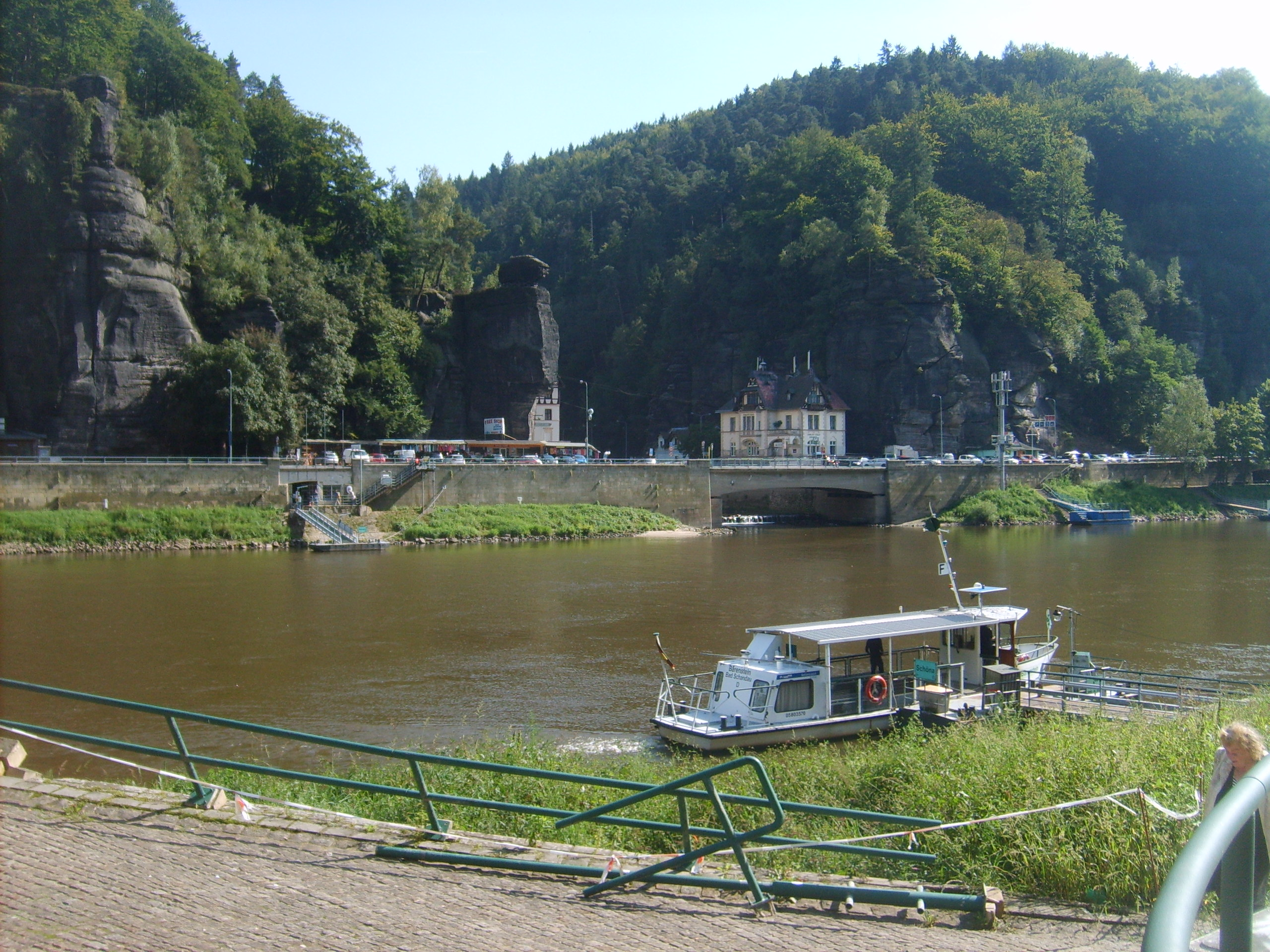
přívoz Schöna–Hřensko